# Ipomoea ramosissima
Ipomoea ramosissima ist eine Pflanzenart aus der Gattung der Prunkwinden (Ipomoea) aus der Familie der Windengewächse (Convolvulaceae). Die Art ist in Peru verbreitet.

## Beschreibung
Ipomoea ramosissima ist eine verzweigende Prunkwinde, die meist nahezu unbehaart ist. Die Blattstiele erreichen eine Länge von 2,5 cm, nur in den Achseln sind sie meist filzig behaart. Die Blattspreite ist herzförmig-eiförmig, nur selten gelappt und nach vorn zugespitzt und kleinspitzig. Die Basis besteht aus zwei abgestumpften, 2,5 bis 5 cm langen Ohren.
Die Blütenstände bestehen aus vier bis acht Blüten, sind doldenförmig zymös und stehen weit über die Laubblätter hinaus. Die Blütenstandsstiele sind kurz. Vorblätter sind vorhanden. Die Kelchblätter sind nahezu gleich geformt; die äußeren sind gelblich gefärbt, eiförmig-langgestreckt, abgestumpft und kleinstachelig, die inneren sind lanzettlich, zugespitzt und 4 bis 6 mm lang. Die Krone ist 3 cm lang und meist weiß gefärbt, nur selten ist sie rosa.
Die Früchte sind vierkammerige, unbehaarte Kapseln, die vier ebenfalls unbehaarte Samen enthalten.

## Verbreitung
Das Verbreitungsgebiet reicht vom südlichen Mexiko bis ins tropische Südamerika.
Die Art ist in Peru in den Regionen San Martín, Huánuco, Junín und Loreto verbreitet.